# موريس دوماس
موريس دوماس هو سياسي كندي، ولد في 1 مايو 1927 في مونتريال في كندا، وتوفي في 19 يناير 2015. نشط حزبياً في الكتلة الكيبيكية. وقد انتخب عضو مجلس العموم الكندي عن دائرة Argenteuil—Papineau—Mirabel ‏ وقد انضم خلال فترته النيابية ‏ للكتلة البرلمانية الكتلة الكيبيكية.